# Trissodon laticollis
Trissodon laticollis är en skalbaggsart som beskrevs av Hermann Burmeister 1847. Trissodon laticollis ingår i släktet Trissodon och familjen Dynastidae. Inga underarter finns listade i Catalogue of Life.